# Escandolières
Escandolières é uma comuna francesa na região administrativa de Occitânia, no departamento de Aveyron. Estende-se por uma área de 13,5 km². Em 2010 a comuna tinha 244 habitantes (densidade: 18,1 hab./km²).